# Ana Richa
Ana Richa (Rio de Janeiro, 3 de dezembro de 1966) é uma ex-voleibolista nas quadras atuando como levantadora, defendeu muitos clubes brasileiros e integrou a geração das musas do volei na década de 80 disputando com apenas 17 anos os Jogos Olímpicos de Verão de 1984 (Los Angeles, Califórnia) conquistando o 7º Lugar e os Jogos Olímpicos de Verão de 1988 (Seul, Coréia do Sul) ficando em 6º Lugar. Após anos abandonar as quadras, dedicou-se ao Volei de Praia formando dupla com Larissa França, quando disputou os Jogos Pan-americanos de 2003 em Santo Domingo, República Dominicana.